# Ákos Birtalan
Dans le nom hongrois Birtalan Ákos, le nom de famille précède le prénom, mais cet article utilise l’ordre habituel en français Ákos Birtalan, où le prénom précède le nom.
Ákos Birtalan, né le 2 juin 1962 à Vețca et mort le 24 août 2011 à Gheorgheni, est un homme politique roumain issu de la communauté magyare de Roumanie et membre de l'Union démocrate magyare de Roumanie (UDMR).

## Biographie
Élu député lors des élections législatives de 1992, puis réélu en 1996 et en 2000, Ákos Birtalan est ministre du Tourisme de 1996 à 1998 dans le gouvernement Ciorbea.